# José Luis Ortega Naranjo

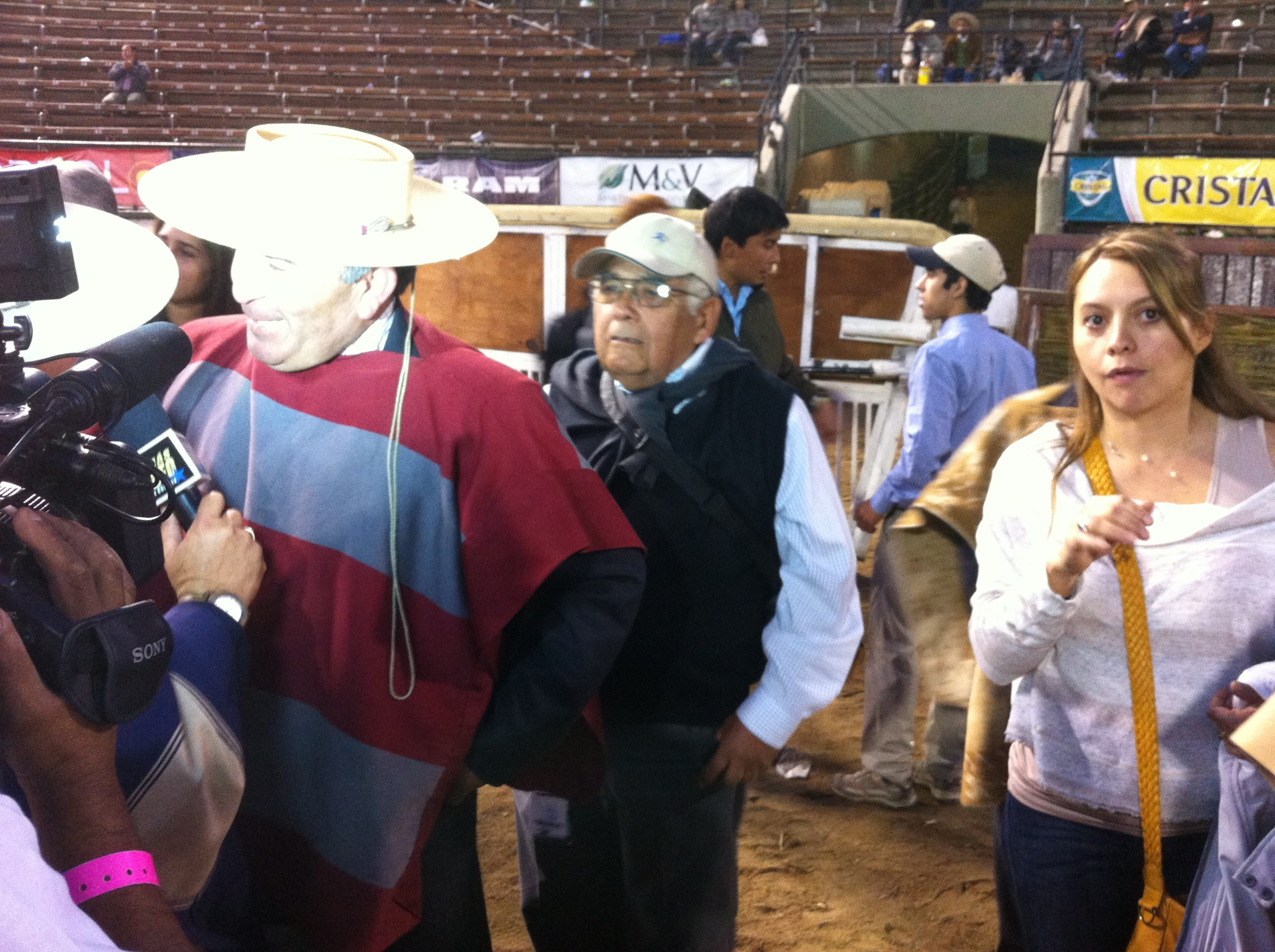
José Luis Ortega hablando para la prensa después de coronarse vicecampeón en el campeonato de 2013.

José Luis Ortega Naranjo (Colina, Chile, 1 de septiembre de 1965), conocido como el Loco, es un jinete chileno de rodeo. Es uno de los jinetes más talentosos de la historia, representando por muchos años a la Asociación Los Andes.
Ha clasificado a numerosas serie de campeones del Campeonato Nacional de Rodeo de los últimos años y ha figurado en muchas de ellas, logrando correr el cuarto animal y alcanzar el segundo lugar en 2010 junto a su sobrino Jorge Ortega. Es uno de los favoritos de la afición por el espectáculo que brinda, en el sentido de buscar las atajadas "grandes" arriesgándose al máximo en cada presentación. En marzo de 2010 ganó el Clasificatorio de Los Andes, su ciudad natal y se llevó una gran celebración por el público local.
En el Campeonato Nacional de Rodeo de 2013 corrió junto a su hijo Gustavo y fueron los segundos campeones. Empataron el primer lugar con 36 puntos y se fueron a desempate con los jinetes del Criadero Peleco. Primero corrieron los Ortega, quienes realizaron 10 puntos. Finalmente los del Peleco hicieron 12 puntos, adjudicándose el campeonato.